# Entre copes
Entre copes (Sideways) és una pel·lícula d'Alexander Payne, estrenada el 2004 i guanyadora d'un Oscar. Ha estat doblada al català.

## Argument
Milles Raymond (Giamatti) és un solter divorciat, escriptor inèdit, professor d'anglès de vuitè grau, víctima de depressió, que porta el seu amic Jack, actor que aviat es casarà, a un recorregut pels cellers de Califòrnia per celebrar el seu pròxim matrimoni.
Milles vol beure vi, menjar, jugar al golf, gaudir del paisatge. Tanmateix, Jack està més interessat en "sembrar la seva civada salvatge" i tenir una última setmana sexualment llibertina. Tan bon punt arriben al país del vi, coneixen Maya (Virginia Madsen), una cambrera al restaurant favorit de Milles, i Stephanie (Sandra Oh), una empleada de les caves que resulta ser amiga de Maia.
Cap d'ells no explica a les dones el casament imminent. Jack aviat es troba en un embolic sexual i romàntic amb Stephanie.

## Repartiment
- Paul Giamatti: Miles
- Thomas Haden Church: Jack
- Virginia Madsen: Maya
- Sandra Oh: Stephanie
- Marylouise Burke: La mare de Miles
- Jessica Hecht: Victoria
- Missy Doty: Cammi
- M.C. Gainey: Marit de Cammi
- Alysia Reiner: Christine Erganian
- Shake Tukhmanyan: Senyora Erganian
- Shaun Duke: Mike Erganian
- Robert Covarrubias: El cap de Miles
- Patrick Gallagher: Gary
- Stephanie Faracy: Mare de Stephanie
- Joe Marinelli: Frass Canyon Pourer

## Premis i nominacions

### Premis
- Oscar al millor guió adaptat per Alexander Payne i Jim Taylor
- BAFTA al millor guió adaptat per Alexander Payne i Jim Taylor
- Globus d'Or a la millor pel·lícula musical o còmica
- Globus d'Or al millor guió per Alexander Payne i Jim Taylor

### Nominacions
- Oscar a la millor pel·lícula
- Oscar al millor director per Alexander Payne
- Oscar al millor actor secundari per Thomas Haden Church
- Oscar a la millor actriu secundària per Virginia Madsen

- Globus d'Or al millor director per Alexander Payne)
- Globus d'Or al millor guió per Alexander Payne i Jim Taylor
- Globus d'Or al millor actor musical o còmic (Paul Giamatti)
- Globus d'Or al millor actor secundari per Thomas Haden Church)
- Globus d'Or a la millor actriu secundària per Virginia Madsen)